# Ford 2GA
 (août 2023).
La Ford 2GA était une voiture produite par Ford en 1942 et elle était équipée d'un moteur 6 cylindres de 90 ch. Le total de la production s'élevait à 160 211 unités.

## Caractéristiques
Caractéristiques techniques/mécaniques :
Modèle : Ford 2GA Special
- Moteur 6 cylindres en ligne
- Empattement : 114 pouces
- Poids maximum : 8093 livres
- Soupapes : sous collecteur
- Alésage + course : 3,3 x 4,4
- Disp. des pistons : 226 pouces cubes
- Puissance de freinage maximale aux tr/min : 90 ch à 3300 tr/min
- Type de bougie : z-10
- Ecartement des bougies : .30
- Ordre de feu : 153624
- Électrique : +/- 6 volts

Voir https://web.archive.org/web/20110615153443/http://www.histomobile.com/histomob/internet/41/1129201.jpg pour une photo de la Ford 2GA